# Ack göt min frälsare sitt blod
Ack göt min frälsare sitt blod är en psalmtext av Isaac Watts i Erik Nyströms översättning av en text ur fjärde häftet av Ira D. Sankeys "Sacred Songs", som var och fortfarande är populära inom väckelserörelsen. Till psalmen är fogat en referens till Jeremias brev 15: 15 i Bibeln. Psalmen har fem 4-radiga verser med skilda refränger i olika psalmböcker.
Refrängen i Sånger till Lammets lof 1877 löd texten
Hjelp, Jesu, att jag blir derwid
Att troget tjäna dig,
Och när du dömer werlden wid,
O Herre, tänk på mig!
Det är, bortsett från moderniserad stavning samma som texten i Svenska Missionsförbundets sångbok 1920.
I Segertoner 1930 lyder refrängen:
O, Jesus, fräls från synd och fall
Och lär mig tro på dig!
Och när du världen döma skall
O, Herre, tänk på mig!

## Publicerad i
- Sånger till Lammets lof 1877 som nr 100 med titeln "O Herre, tänk på mig!".
- Metodistkyrkans psalmbok 1896 som nr 128 under rubriken "Kristi lidande och död" och utan angiven översättare samt utan refrängtext.
- Svenska Missionsförbundets sångbok 1920 som nr 123 under rubriken "Jesu lidande".
- Segertoner 1930 som nr 91 under rubriken "Jesu lidande och död. Blodet. Försoningen."